# Aérodrome de Lurcy-Lévis
L’aérodrome de Lurcy-Lévis (code OACI : LFJU) est un aérodrome agréé à usage restreint, situé à 1,8 km au sud de Lurcy-Lévis dans l’Allier (région Auvergne, France).
Il est utilisé pour la pratique d’activités de loisirs et de tourisme (aviation légère et parachutisme).

## Histoire

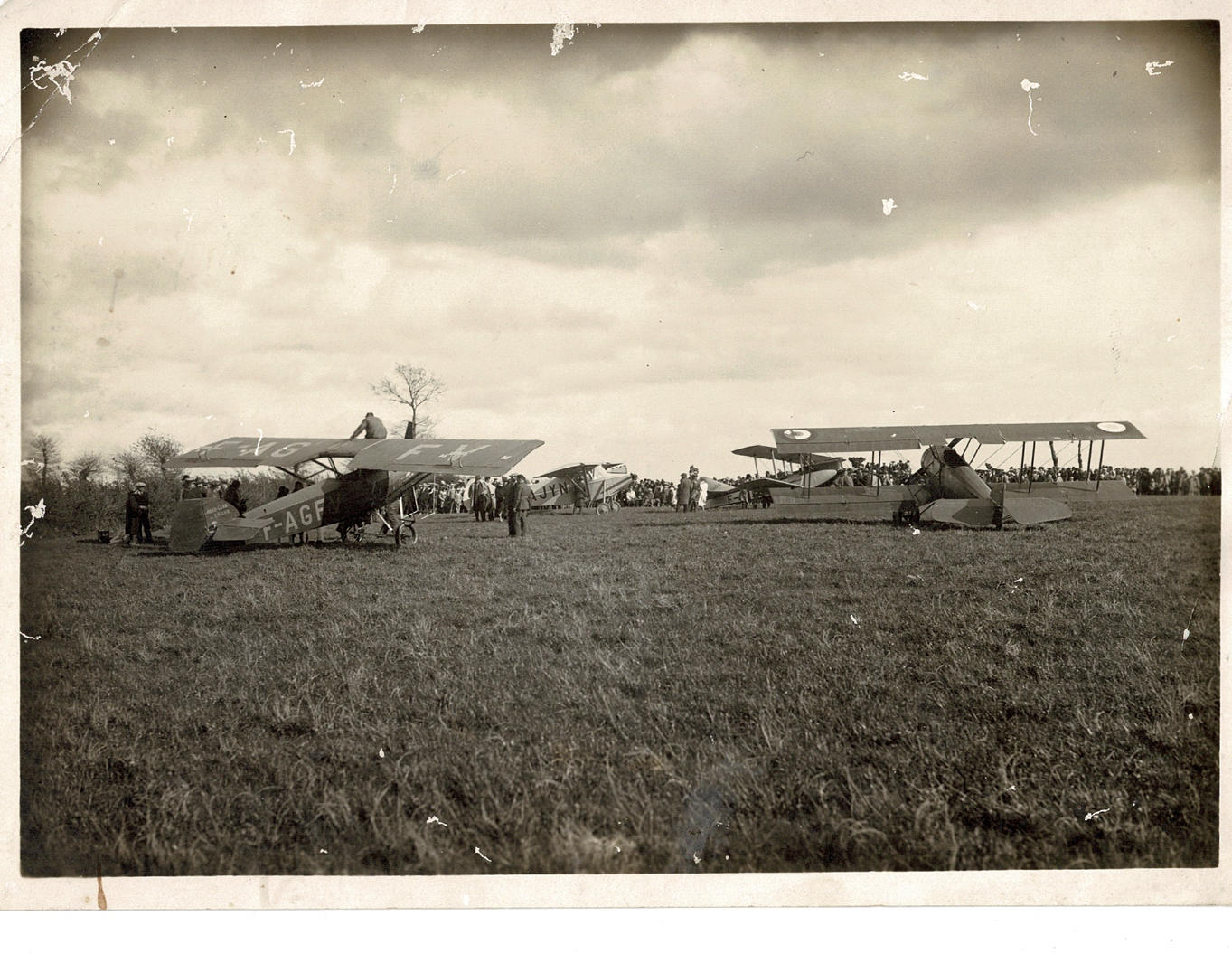
1931 - Lurcy-Lévis - Meeting Aérien

- 1931 - Meeting aérien à Lurcy-Lévis en 1931.
- 1981 - Tout a commencé en 1981 lorsque Roger Chaumat et Gilles Prenchère recherchent un terrain pour la création d’une plateforme aéronautique dans la région de Cérilly. Grâce au maire de Lurcy-Lévis, M. Michel Tissier, des terrains communaux sont trouvés et la création de l’aéroclub de Lurcy-Lévis est finalisée.
- 1984 - C'est en 1984 que débutent les travaux du terrain d’aviation de Lurcy-Lévis.
- 1985 - 20 juillet 1985, 1er atterrissage à Lurcy-Lévis par François Philippon à bord du Rally F-BRJL, accueilli par le président du club de l'époque : Lucien Philippon[2].
- 1987 - Construction d’un hangar de maintenance aéronautique de Roger Chaumat et construction d’un ULM avec Tico Martini
- 1989 - Création du circuit automobile de Lurcy-Lévis.
- 1998 - Transfert du hangar à l'emplacement actuel de l'aérodrome.
- 1999 - Construction d'un second hangar.
- 2003 - Agrandissement du second hangar.
- 2018 - L'aérodrome reçoit le Tour de France ULM - Aéroclub se dote d'un 2e G1
- 2019 - Création d'une station météo autonome.
- 2021 - Extension de la station météo.

## Installations
L’aérodrome dispose de trois pistes orientées est-ouest (06/24) :
- une piste en herbe longue de 670 m et large de 30 m.
- une piste en herbe longue de 200 m et large de 20 m[3]
- une piste bitumée longue de 1 500 m et large de 18 m[4]

L’aérodrome n’est pas contrôlé. Les communications s’effectuent en auto-information sur la fréquence de 123,500 MHz.

## Activités
- Aéro-club de Lurcy-Lévis
- Baptêmes ULM et avions
- École de pilotage ULM
- Vols de plaisance ou découverte

L'aérodrome héberge l'aéroclub de JP Chamignon.